# Алексейково (Вологодская область)
Алексейково — деревня в Бабушкинском районе Вологодской области.
Входит в состав Тимановского сельского поселения, с точки зрения административно-территориального деления — в Тимановский сельсовет.
Расстояние по автодороге до районного центра села имени Бабушкина — 46 км, до центра муниципального образования Тимановой Горы — 5 км. Ближайшие населённые пункты — Жилкино, Овсянниково, Тиманова Гора.
Согласно книге «Родословие Вологодской деревни», впервые деревня упоминается в письменных источниках в 1623 г. как пустошь Олексейково Илезской волости Тотемского уезда. Населена была чёрносошными крестьянами.
В 1906 г, согласно «Списку лиц ... , имеющих право участвовать в Предварительном Съезде по выборам в Государственную Думу по Тотемскому уезду», в деревне Алексейково были 7 мельниц и одна кузница:
- Мельница (владелец — Александр Петрович Андреев)[5]:16
- Мельница (владелец — Севастьян Назарович Андреев)[5]:16
- Мельница (владелец — Василий Иванович Вахрушов)[5]:16
- Кузница (владелец — Афанасий Корнилович Вахрушов)[5]:16
- Мельница (владелец — Николай Прокопьевич Вахрушов)[5]:16
- Мельница (владелец — Николай Иванович Репницын)[5]:16
- 2 мельницы (владелец — Алексей Васильевич Репницын)[5]:16

Население по данным переписи 2002 года — 67 человек (34 мужчины, 33 женщины). Преобладающая национальность — русские (99 %).